# Richard Beer-Hofmann
Richard Beer-Hoffman (Bécs, 1866. július 11. – New York, 1945. szeptember 26.) osztrák költő, drámaíró és elbeszélő.

## Élete
Bécsben végzett jogot, de anyagi helyzete lehetővé tette számára, hogy kizárólag az irodalomnak éljen. A nemzetiszocializmus elől 1938-ban előbb Svájcba, majd az USA-ba emigrált. A bécsi kései impresszionisták és újromantikusok köréhez tartozott; Hofmannsthal és Schnitzler barátja volt, és a pszichoanalízis híve. Formaművész költő. Stilizált versei, Der Tod Georgs („György halála”) című regénye, és munkásságának legjelentősebb darabja, a bibliai tárgykört a zsidó történelem jelképeként értelmező Die Historie von König David („Dávid király története”) - amelynek csak első része készült el - a késői polgári civilizáció emberének létbizonytalanságát tükrözik. Az enyészettől való félelem és a magány szorításában élő egzisztencia dekadens-édes vágyódását a megfejthetetlenül és rejtelmesen szép élet után.
1945-ben New Yorkban halt meg.